# Аденома щитовидной железы
Адено́ма щитови́дной железы́ (лат. adenoma glandulae thyreoideae) — это доброкачественная опухоль, характеризующаяся появлением узла в щитовидной железе на фоне нормальной или повышенной её функции.
Подразделяют на 3 типа: папиллярные, фолликулярные и аденомы из клеток Гюртле. Фолликулярные аденомы встречаются чаще и, вероятно, функционируют автономно.
Отдельно классифицируется:

Токсическая аденома щитовидной железы (лат. adenoma glandulae thyreoideae toxicum) — Это аденома щитовидной железы, сопровождающаяся её гиперфункцией.

## Характеристики
Из общего числа опухолей человека опухоли щитовидной железы составляют от 1 до 3 %. Аденомы — наиболее часто встречающиеся опухоли щитовидной железы. Отсутствие ядерных изменений, характерных для папиллярного рака, и наличие фолликулярную дифференцировку эпителия позволяют отнести процесс к фолликулярным аденомам. Папиллярные аденомы не выделяют в отдельную группу аденом и расценивают как папиллярную форму рака щитовидной железы.

## Признаки
Заболевание на протяжении длительного времени не сопровождается никакими симптомами.
По мере роста опухоли возникают симптомы:
- изменение внешнего вида шеи и нарушение работы органов, располагающихся рядом со щитовидной железой;
- трудности с проглатыванием пищи;
- чувство нехватки воздуха и общее давящее ощущение в области шеи.

В тот момент, когда опухоль становится функционирующей, присоединяются симптомы, указывающие на развитие гипертиреоза:
- неустойчивость эмоционального состояния;
- беспричинная раздражительность;
- повышенная слабость и потливость;
- проблемы со сном.

Затем появляются различные нарушения со стороны сердечно-сосудистой системы и желудочно-кишечного тракта. Многие люди на фоне повышения уровня тиреоидных гормонов испытывают проблемы с репродуктивной функцией.